# Cerkiew Narodzenia Pańskiego w Jekaterynburgu
Cerkiew Narodzenia Pańskiego (ros. Храм в честь Рождества Христова) – jedna z prawosławnych cerkwi w Jekaterynburgu. Wzniesiona już po rozpadzie Związku Radzieckiego, w latach 1996–1999.

## Historia
Cerkiew Narodzenia Pańskiego położona jest w rejonie ordżonikidzewskim miasta Jekaterynburga. Wmurowanie kamienia węgielnego pod jej budowę odbyło się uroczyście 30 września 1996. Przed 1996 prawosławna parafia dysponowała jedynie kilkoma pomieszczeniami w których odbywały się nabożeństwa. W warunkach takich trudno było pomieścić rosnącą liczbę wiernych, a dodatkowo pragnięto uhonorować nową świątynią kopią ikony Włodzimierskiej Matki Bożej, którą darzono tu szczególną nabożnością jako mającą słynąć z cudów. Sama prawosławna wspólnota wiernych powstała tu w 1993. Wielkiego wsparcia finansowego przy budowie nowej świątyni udzielił jeden z największych zakładów przemysłowych obwodu swierdłowskiego, fabryka Urałmasz. 7 stycznia 1999 sprawowano tu pierwszą Boską Liturgię z okazji świąt Narodzenia Pańskiego (według kalendarza juliańskiego).

## Cerkiew obecnie
Cerkiew Narodzenia Pańskiego w Jekaterynburgu wzniesiona jest w tradycyjnym stylu bizantyjsko-rosyjskim, zgodnym z kanonami architektury prawosławnej. W środku znajdują się dwie kaplice, w jednej umieszczono wspomnianą ikonę Matki Bożej Włodzimierskiej. Druga poświęcona jest św. Jerzemu, w której znajduje się ponad stuletnia ikona św. Jerzego napisana z okazji koronacji imperatora Mikołaja II Aleksandrowicza i cesarzowej Aleksandry Fiodorownej z 14 maja 1896 (starego stylu). W cerkwi przechowywane są relikwie ponad czterdziestu świętych, w tym m.in. Apostołów Mateusza i Pawła. Znajdują się tu także m.in. ikony świętych Sergiusza z Radoneża, Serafina z Sarowa i Aleksandra Newskiego oraz Tichwińskiej Matki Bożej.
19 września 2000, by uczcić obchody dwóch tysięcy lat od narodzenia Chrystusa i powstania chrześcijaństwa, przed cerkwią zamontowano pomnik św. Michała Archanioła. Został on wykonany w całości z brązu, znów przy czynnym wsparciu zakładów przemysłowych Urałmasz. Pomnik mierzy dwa i pół metra, a waży ponad dwie tony. Został uroczyście poświęcony 23 września 2000 przez moskiewskiego patriarchę Aleksego II. W 2006 świętowano dziesięciolecie rozpoczęcia budowy świątyni. Duchowni posługujący przy jekaterynburskiej cerkwi Narodzenia Pańskiej angażują się w sprawy społeczne. Prowadzą dom dla ludzi starszych i schorowanych, a także centrum rehabilitacyjne dla niepełnosprawnych dzieci. Oprócz tego wspierają społeczeństwo Jekaterynburga pracą w miejscowych szpitalach, sierocińcach i szkołach. Przy cerkwi funkcjonuje także szkółka parafialna. W latach 2005–2006 na terenie jekaterynburskiego cmentarza Wschodniego wzniesiono cerkiew św. Kseni Petersburskiej, która podlega parafii Narodzenia Pańskiego. W 2011 świętowano dwudziestolecie od czasu powstania pierwszej wspólnoty wiernych, która miała dać początek przyszłej parafii i świątyni. Uroczystościom przewodniczył Wincenty (Morar), metropolita jekaterynburski i wierchoturski. Poświęcił on specjalną tablicę na której wypisano najważniejsze daty z historii cerkwi.